# Toby Ord
Toby Ord (ur. lipiec 1979) – australijski filozof i etyk, związany z efektywnym altruizmem. W 2009 założył Giving What We Can, międzynarodową organizację, której członkowie zobowiązują się przeznaczyć przynajmniej 10% swojego dochodu na efektywne organizacje charytatywne. Jest starszym pracownikiem naukowym na Future of Humanity Institute, który jest częścią Uniwersytetu Oksfordzkiego. W swojej pracy badawczej skupia się głównie na kwestiach związanych z ryzykiem egzystencjalnym. Jego książka na ten temat, The Precipice: Existential Risk and the Future of Humanity, ukazała się w marcu 2020 roku.